# Teudebur van Strathclyde
Teudebur van Strathclyde was koning van Strathclyde in het midden van de achtste eeuw. Hij wordt genoemd als de zoon van Beli II en was de vader van een van zijn opvolgers Dumnugual III. Volgens de Annales Cambriae versloeg hij rond 750 een Pictisch leger onder leiding van Óengus I. De Annals of Tigernach meldden dat Teudebur in 752 overleed.